# فرانتس جوزف روپخت
فرانتس جوزف روپخت (روسی: Франц Ива́нович Ру́прехт؛ ۱ نوامبر ۱۸۱۴ – ۴ آوریل ۱۸۷۰) گیاه‌شناس، و پزشک اهل امپراتوری روسیه بود.